# Biltzheim
Bilzheim je občina v departmaju Haut-Rhin francoske regije Alzacija.
Leta 1990 je v občini živelo 314 oseb oz. 44 oseb/km².